# 芬格鲁胺
芬格鲁胺（商品名有：Aturbal、Aturbane）是一种有机化合物，化学式为C17H24N2O2，可用作抗膽鹼劑。